# Доніч
Доніч (рум. Donici) — село в Оргіївському районі Молдови. Адміністративний центр однойменної комуни, до складу якої також входять села Каменча та Покшешть.

## Населення
За даними перепису населення 2004 року у селі проживали 834 особи.
Національний склад населення села:
| Національність       | Кількість осіб | Відсоток   |
| -------------------- | -------------- | ---------- |
| молдавани румуни     | 813 7          | 97,5% 0,8% |
| українці             | 13             | 1,6%       |
| інша / без відповіді | 1              | 0,1%       |
| Всього               | 834            | 100%       |

## Відомі особистості
В селі народився:
- Александру Донич — румунський письменник.

## Транспорт
До села веде місцевий автошлях L315.